# Ian Barker (velejador)
Ian Barker (Cardiff, 10 de agosto de 1966) é um velejador britânico.

## Carreira
Ian Barker representou seu país nos Jogos Olímpicos de 2000, na qual conquistou a medalha de prata na classe 49er. 